# Heliopausa
Heliopausa é uma região localizada ao redor do Sistema Solar onde o vento solar é parado pelo meio interestelar pois a pressão exercida pelo vento solar não é mais intensa o suficiente para repelir o vento interestelar. É geralmente considerada a fronteira mais externa do sistema solar.
Estima-se que este ponto encontre-se entre 110 e 160 UA do Sol.
Sondas espaciais como a Pioneer 10, Pioneer 11, Voyager I e Voyager II acabarão por passar por esta região devido a natureza da trajetória que elas estão percorrendo, que as levam para longe do sistema solar. 
Os cientistas levantam a hipótese de que nesta região há uma onda de choque formada pelas partículas que desaceleram e liberam sua energia ao colidirem com partículas do meio interestelar.
A Heliosfera é dividia em duas regiões separadas. O vento solar viaja a uma velocidade aproximada de 400 km/s até colidir com o vento interestelar; o fluxo de plasma no meio interestelar. A colisão ocorre na zona de choque terminal, que está a cerca de 80–100 UA a partir do Sol no sentido do meio interestelar e cerca de 200 UA a partir do meio interestelar no sentido do Sol.
Neste ponto o vento diminui drasticamente, condensa e se torna mais turbulento, formando uma grande estrutura oval conhecida como heliosheath. Acreditava-se que esta estrutura fosse parecida e se comportasse como a cauda de um cometa, se estendo por mais de 40 UA no sentido do vento entretanto evidências da sonda Cassini-Huygens e do satélite Interstellar Boundary Explorer tem sugerido que esta é de fato no formato de uma bolha devido a ação de contração do campo magnético do meio interestelar.
Tanto a Voyager 1 quanto Voyager 2 relataram ter passado pela zona de choque terminal entrando na heliosheath a uma distância de 94 e 84 UA a partir do Sol, respectivamente. A fronteira externa da heliosfera, a Heliopausa, é o ponto em que o vento solar finalmente termina e começa o espaço interestelar médio.
O aspecto e a forma da margem externa da heliosfera parecem ser afetados pela dinâmica dos fluidos da interação com o meio interestelar assim como pelo campo magnético solar prevalece sobre o sul, e.g. distorcendo o norte da heliosfera que se estende por 9UA além do hemisfério sul. Além da heliopausa, a cerca de 230 UA reside o bow shock, um "rastro" de plasma deixado pelo Sol a medida que este viaja pela Via Láctea.
Em 2013, foi divulgado que a sonda Voyager I, uma das sondas do Programa Voyager, ultrapassou a heliosfera e se tornou o primeiro objeto feito pelo homem a sair do sistema solar e ingressar no espaço interestelar, sendo esperado que transmita dados importantes.[carece de fontes?]
O quão bem a heliosfera protege o Sistema Solar dos raios cósmicos ainda é pouco entendido. Uma equipe financiada pela NASA tem desenvolvido um conceito de "Vision Mission" dedicado a enviar sondas para a heliosfera.